# スメデレヴォ
スメデレヴォ（セルビア語:Смедерево/Smederevo,ハンガリー語:Szendrő）は、セルビアの都市及び基礎自治体でドナウ川の右岸、首都ベオグラードの下流40kmの場所に位置する。2002年現在の市域人口は77,808人、基礎自治体人口は109,809人でポドゥナヴリェ郡の郡都でもある。

## 歴史
ダキア人やトラキア人が後からやって来る民族と同化するまで居住していた。1世紀には、ローマ帝国がこの地（Vinceia）を支配するようになる。現代のスメデレヴォはセルビア公国専制公ジュラジ・ブランコヴィチが15世紀に成立させたものに遡る。スメレデレヴォ要塞が築かれ1430年にセルビア公国の新首都が置かれた。1439年までブランコヴィチの居城とセルビア公国の首都であったが、後にオスマン帝国によって2ヶ月間包囲される。その後、オスマンやハンガリー王国との間で平和協定が成され、ブランコヴィチはスメデレヴォに戻される。フニャディ・ヤーノシュが関連していた。フニャディにより平和協定は破られるが、ブランコヴィチの中立は残された。セルビア王国は、ハンガリー公国とオスマンとの間の戦いの場となった。
1454年、メフメト2世により包囲されセルビア公国は壊滅した。フニャディによって町は解放されるが、1459年スメデレヴォはオスマン帝国によって攻略され、その後ブランコヴィチは死去する。町はオスマンの要塞となり、1526年まで続くオスマン・ハンガリー戦争の重要な部分であった。戦略的に重要な地点であるため、後に再建され拡張されている。長い期間にわたりオスマン帝国の行政区画であるサンジャク（سنجاق）の首府がスメデレヴォには置かれていた。
1476年秋、ハンガリー王国とセルビアの合同軍はオスマンの要塞の攻略を試みている。合同軍は3つの木製の反撃用の要塞を作るが、メフメト2世によって追いやられてしまう。激しい戦いの後、ハンガリーは撤退に同意する。その後も度々、オスマンに対して攻略が試みられるがいずれも失敗に終わっている。長らくオスマンの支配が続くが19世紀に入り1806年頃になるとセルビア人の反乱が盛んになり、オスマン帝国の力は弱まっていく。
第二次世界大戦時、スメデレヴォはドイツの占領下に入り要塞は兵器庫として利用された。1941年6月5日に最悪な爆発が要塞で起こり何千もの市民が犠牲となった。

## 産業
スメデレヴォは工業都市でセルビアの鉄鋼業の中心地である。以前存在したSartidの工場は2003年にUSスチールに買収されUSSセルビアになった。USSセルビアは7,000人以上の労働者を雇用している。Milan BlagojevićはスメデレヴォではUSSセルビアに続き2番目に重要な工場で白物家電を製造している。工業以外にも農業も行われており、果物やワインの生産も盛んである。食品生産ではIshranaはパンの生産会社では重要で、セルビア北部や東部へ供給している。

## 人口推移
- 1805年　:  4,000人(概算)
- 1834年　:  3,907人
- 1874年　:  8,343人
- 1884年　:  6,600人
- 1900年　:  7,141人
- 1905年　:  7,097人
- 1910年　:  7,411人
- 1921年　:  8,500人
- 1931年　: 10,500人
- 1941年　: 11,500人 (推計)
- 1948年　: 14,206人 (24,761人)
- 1953年　: 18,328人 (29,663人)
- 1961年　: 27,182人 (39,793人)
- 1971年　: 40,192人 (54,257人)
- 1981年　: 55,369人 (69,814人)
- 1991年　: 61,990人 (76,984人)
- 2002年　: 62,805人 (77,808人)
- 2008年　: 67,684人 (84,456人)

2002年から2008年にかけて、コソボやメトヒヤから追われてやって来た人たちにより人口が急増した。人口比率は2002年現在、セルビア人が94.47%、ロマが2.13%を占める。

## 姉妹都市
- パレ、ボスニア・ヘルツェゴビナ
- ヴォロス、ギリシャ
- ヘルツェグ・ノヴィ、モンテネグロ

## 出身者
- プレドラグ・シキミッチ - サッカー選手
- アレクサンダル・ミトロヴィッチ - サッカー選手
- マルコ・ミロヴァノヴィッチ - サッカー選手
- コスタ・ネデリコヴィッチ - サッカー選手
- ターニャ・サヴィッチ - 歌手